# Параку
Параку (на френски: Parakou) е най-големият град в северната част на Бенин, с население от над 180 000 души. Градът е столица на бенинския департамент Боргу. Разположен е на главното шосе, пресичащо страната от север на юг и на края на железопътната линия за Котону. Това е направило Параку важен търговски град. Главните икономически активност в града са производство на фъстъчено масло и пивоварство.